# Tina Dietze
Tina Dietze née le 25 janvier 1988 est une kayakiste polonaise naturalisée allemande pratiquant la course en ligne.

## Palmarès

### Jeux olympiques
- 2012 à Londres, Royaume-Uni
  -  Médaille d'or en K2 500m
  -  Médaille d'argent en K4 500m

### Championnats du monde
- 2011 à Szeged, Hongrie
  -  Médaille d'or en relais 4 × K1 200m
  -  Médaille d'argent en K2 500m
  -  Médaille d'argent en K4 500m
- 2010 à Poznań, Pologne
  -  Médaille d'or en relais 4 × K1 200m
  -  Médaille d'argent en K4 500m
- 2009 à Dartmouth, Canada
  -  Médaille d'or en K4 200m
  -  Médaille d'argent en K2 1000m
  -  Médaille d'argent en K4 500m

### Championnats d'Europe
- 2012 à Zagreb, Croatie
  -  Médaille d'or en K4 500m
- 2011 à Belgrade, Serbie
  -  Médaille d'argent en K2 200m
  -  Médaille d'argent en K2 1000m
  -  Médaille de bronze en K4 500m